# Élections législatives de 1988 dans le Tarn
Les élections législatives françaises de 1988 se déroulent les 5 et 12 juin 1988.  Dans le département du Tarn, quatre députés sont à élire dans le cadre de quatre circonscriptions.

## Élus
| Circonscription | Député sortant        | Parti                 | Parti                 | Député élu ou réélu | Parti | Parti |
| --------------- | --------------------- | --------------------- | --------------------- | ------------------- | ----- | ----- |
| 1re             | Scrutin proportionnel | Scrutin proportionnel | Scrutin proportionnel | Pierre Bernard      |       | PS    |
| 2e              | Scrutin proportionnel | Scrutin proportionnel | Scrutin proportionnel | Charles Pistre      |       | PS    |
| 3e              | Scrutin proportionnel | Scrutin proportionnel | Scrutin proportionnel | Jacques Limouzy     |       | RPR   |
| 4e              | Scrutin proportionnel | Scrutin proportionnel | Scrutin proportionnel | Jacqueline Alquier  |       | PS    |

## Positionnement des partis
L'UDF et le RPR se présentent unis sous l'étiquette « Union du Rassemblement et du Centre » tandis que les candidats du Parti socialiste se rangent sous la bannière de la « Majorité présidentielle pour la France unie », slogan de la campagne présidentielle de François Mitterrand.

## Résultats

### Résultats à l'échelle du département
| Parti          | Parti                               | Premier tour | Premier tour | Second tour | Second tour | Sièges |
| Parti          | Parti                               | Voix         | %            | Voix        | %           | Sièges |
| -------------- | ----------------------------------- | ------------ | ------------ | ----------- | ----------- | ------ |
|                | Parti socialiste                    | 81 794       | 44,87        | 76 734      | 50,61       | 3      |
|                | La France unie                      | 81 794       | 44,87        | 76 734      | 50,61       | 3      |
|                |                                     |              |              |             |             |        |
|                | Rassemblement pour la République    | 35 841       | 19,66        | 48 538      | 32,01       | 1      |
|                | Union pour la démocratie française  | 30 611       | 16,79        | 26 353      | 17,38       | 0      |
|                | Divers droite                       | 580          | 0,32         |             |             | 0      |
|                | Union du Rassemblement et du Centre | 67 032       | 36,78        | 74 891      | 49,39       | 1      |
|                |                                     |              |              |             |             |        |
|                | Front national                      | 18 073       | 9,92         |             |             | 0      |
|                | Parti communiste français           | 15 377       | 8,44         | 0           |             |        |
|                |                                     |              |              |             |             |        |
| Inscrits       | Inscrits                            | 253 685      | 100,00       | 196 317     | 100,00      | 4      |
| Abstentions    | Abstentions                         | 66 575       | 26,24        | 40 344      | 20,55       |        |
| Votants        | Votants                             | 187 110      | 73,76        | 155 973     | 79,45       |        |
| Blancs et nuls | Blancs et nuls                      | 4 834        | 2,58         | 4 348       | 2,79        |        |
| Exprimés       | Exprimés                            | 182 276      | 97,42        | 151 625     | 97,21       |        |

### Résultats par circonscription

#### Première circonscription (Carmaux)
|                | Pierre Bernard sortant réélu | PS             | 22 093 | 54,56  |  |  |  |
|                | Richard Canac                | UDF (PR) (URC) | 10 366 | 25,6   |  |  |  |
|                | Nelly Foissac                | PCF            | 4 995  | 12,34  |  |  |  |
|                | Marie-Christine Boutonnet    | FN             | 2 458  | 6,07   |  |  |  |
|                | Marcel Petitjean             | Divers droite  | 580    | 1,43   |  |  |  |
|                |                              |                |        |        |  |  |  |
| Inscrits       | Inscrits                     | Inscrits       | 57 317 | 100,00 |  |  |  |
| Abstentions    | Abstentions                  | Abstentions    | 15 739 | 27,46  |  |  |  |
| Votants        | Votants                      | Votants        | 41 578 | 72,54  |  |  |  |
| Blancs et nuls | Blancs et nuls               | Blancs et nuls | 1 086  | 2,61   |  |  |  |
| Exprimés       | Exprimés                     | Exprimés       | 40 492 | 97,39  |  |  |  |

#### Deuxième circonscription (Albi)
| Candidat       | Candidat                     | Parti          | Premier tour | Premier tour | Second tour | Second tour |  |
| Candidat       | Candidat                     | Parti          | Voix         | %            | Voix        | %           |  |
| -------------- | ---------------------------- | -------------- | ------------ | ------------ | ----------- | ----------- |  |
|                | Charles Pistre sortant réélu | PS             | 22 359       | 45,58        | 28 310      | 54,05       |  |
|                | Philippe Bonnecarrère        | RPR (URC)      | 17 814       | 36,31        | 24 067      | 45,95       |  |
|                | Jean-Paul Mayer              | FN             | 5 182        | 10,56        |             |             |  |
|                | Georges Doga                 | PCF            | 3 703        | 7,55         |             |             |  |
|                |                              |                |              |              |             |             |  |
| Inscrits       | Inscrits                     | Inscrits       | 69 808       | 100,00       | 69 803      | 100,00      |  |
| Abstentions    | Abstentions                  | Abstentions    | 19 542       | 27,99        | 15 968      | 22,88       |  |
| Votants        | Votants                      | Votants        | 50 266       | 72,01        | 53 835      | 77,12       |  |
| Blancs et nuls | Blancs et nuls               | Blancs et nuls | 1 208        | 2,4          | 1 458       | 2,71        |  |
| Exprimés       | Exprimés                     | Exprimés       | 49 058       | 97,6         | 52 377      | 97,29       |  |

#### Troisième circonscription (Castres)
| Candidat       | Candidat                      | Parti          | Premier tour | Premier tour | Second tour | Second tour |  |
| Candidat       | Candidat                      | Parti          | Voix         | %            | Voix        | %           |  |
| -------------- | ----------------------------- | -------------- | ------------ | ------------ | ----------- | ----------- |  |
|                | Jacques Limouzy sortant réélu | RPR (URC)      | 18 027       | 42,95        | 24 471      | 54,47       |  |
|                | Philippe Deyveaux             | PS             | 15 932       | 37,96        | 20 454      | 45,53       |  |
|                | Bernard Antony                | FN             | 5 390        | 12,84        |             |             |  |
|                | Élie Cros                     | PCF            | 2 626        | 6,26         |             |             |  |
|                |                               |                |              |              |             |             |  |
| Inscrits       | Inscrits                      | Inscrits       | 58 454       | 100,00       | 58 437      | 100,00      |  |
| Abstentions    | Abstentions                   | Abstentions    | 14 988       | 25,64        | 11 920      | 20,4        |  |
| Votants        | Votants                       | Votants        | 43 466       | 74,36        | 46 517      | 79,6        |  |
| Blancs et nuls | Blancs et nuls                | Blancs et nuls | 1 491        | 3,43         | 1 592       | 3,42        |  |
| Exprimés       | Exprimés                      | Exprimés       | 41 975       | 96,57        | 44 925      | 96,58       |  |

#### Quatrième circonscription (Mazamet)
| Candidat       | Candidat                | Parti          | Premier tour | Premier tour | Second tour | Second tour |  |
| Candidat       | Candidat                | Parti          | Voix         | %            | Voix        | %           |  |
| -------------- | ----------------------- | -------------- | ------------ | ------------ | ----------- | ----------- |  |
|                | Jacqueline Alquier élue | PS             | 21 410       | 42,19        | 27 970      | 51,49       |  |
|                | Albert Mamy sortant     | UDF (PR) (URC) | 20 245       | 39,89        | 26 353      | 48,51       |  |
|                | Norbert Lacassagne      | FN             | 5 043        | 9,94         |             |             |  |
|                | Jacques Cauquil         | PCF            | 4 053        | 7,99         |             |             |  |
|                |                         |                |              |              |             |             |  |
| Inscrits       | Inscrits                | Inscrits       | 68 106       | 100,00       | 68 077      | 100,00      |  |
| Abstentions    | Abstentions             | Abstentions    | 16 306       | 23,94        | 12 456      | 18,3        |  |
| Votants        | Votants                 | Votants        | 51 800       | 76,06        | 55 621      | 81,7        |  |
| Blancs et nuls | Blancs et nuls          | Blancs et nuls | 1 049        | 2,03         | 1 298       | 2,33        |  |
| Exprimés       | Exprimés                | Exprimés       | 50 751       | 97,97        | 54 323      | 97,67       |  |